# Suwannee (fiume)
Il Suwannee (o anche Suwanee) è un fiume di 396 km del sud-est degli Stati Uniti d'America, che scorre tra il sud-est della Georgia e il nord/nord-ovest della Florida: nasce dalla palude di Okefenokee e sfocia nel golfo del Messico.

## Etimologia
Il toponimo Suwannee potrebbe derivare dalla parola suwani, che nella lingua del popolo di nativi dei tumucuan significa "fiume dell'eco".
Secondo altre ipotesi, il fiume potrebbe significare "fiume dei canneti" o "fiume profondo" o "fiume nero ricurvo".

## Geografia
Gran parte (206 miglia) del fiume Suwannee scorre nello stato della Florida.
Il territorio lungo il quale scorre il Suwannee è prevalentemente paludoso.

## Storia
Negli anni trenta del XVI secolo, lungo il Suwannee risiedeva il popolo di nativi dei tumucuan: il fiume segnava il confine tra il territorio abitato da questo popolo e quello degli apalachee. Il fiume era inoltre considerato sacro dai tumucuan ed era legato al culto del loro dio del Sole.
Nel corso del XVIII secolo, lungo il fiume abitavano i seminole.

## Il fiume Suwannee nella cultura di massa

### Musica
- Al fiume Suwannee è dedicata la canzone popolare Old Folks at Home, composta nel 1851 da Stephen Foster e dal 1935 considerata l'inno della Florida[2]
- Al fiume Suwannee è dedicato il brano musicale Swanee, scritto nel 1918-1919 da Irving Caesar e George Gershwin[3]

### Cinema
- Lungo il fiume Suwannee è ambientato il film del 1940, diretto da Sidney Lanfield, Il canto del fiume (Swanee River)[4]